# Alfa de l'Altar
Alfa de l'Altar (α Arae) és una estrella de la constel·lació de l'Altar.

## Característiques físiques
Alfa de l'Altar és una estrella calenta blava, 34 vegades més lluminosa que el Sol, però només 6 vegades més gran.
Forma part d'una categoria especial d'estrella de classe B, les estrelles «Be»—la «e» significa aquí «emissió». Les estrelles d'aquesta categoria emeten línies d'emissió dins espectre de l'hidrogen car estan envoltades per un disc dens format per àtoms d'aquest element. Aquest disc és causat per la rotació molt ràpida de l'estrella, cada 3,8 hores a l'equador, a la velocitat de 315 km/s. De fet, el seu espectre d'absorció se superposa al de Choo i obscureix certes parts d'aquest darrer.
Alfa de l'Altar és una estrella variable eruptiva, que evoluciona entre les magnituds 2,79 i 3,13, un comportament típic de les estrelles Be.

## Entorn estel·lar
Alfa de l'Altar és una estrella doble. La seva companya no és més que de l'11a magnitud i a la distància de 4.100 ua, necessita almenys 94.000 anys per complir la serva òrbita.

## Nom
Probablement a causa de la seva posició en el cel, α Arae no té un nom donat per una civilització mediterrània. La civilització xinesa per contra l'anomenà Choo, que significa el Bastó.
Si bé anomenada α Arae, no és pas&mdahs;salvant les erupcions—l'estrella més brillant de la constel·lació, sobrepassada per Beta de l'Altar per 1% de magnitud.